# Брюс Фрезер, 1-й барон Фрезер Нордкап
Брюс Остін Фрезер (англ. Admiral Sir Bruce Fraser, 5 лютого 1888 — 12 лютого 1981, Лондон) — британський флотоводець, адмірал флоту, барон Нордкапський (1946).
Брюс Фрезер брав участь в Першій та Другій світових війнах. Після завершення Другої світової війни став Першим морським лордом і керівником військово-морського штабу Великої Британії (1948). Покинув службу в 1951 у званні адмірала флоту.

## Початок кар'єри на флоті
Фрезер почав службу в Королівському військово-морському флоту Великої Британії 15 січня 1904 року як кадет. З перших днів він показав себе дуже перспективним молодим чоловіком. На офіцерських іспитах, які проходили з березня 1907 по грудень 1908, він отримав найвищі бали. 15 березня 1907 Фрезер отримав звання суб-лейтенанта, а рівно через рік — лейтенанта. Будучи в цих чинах, він служив на Флоті Каналу і британському Середземноморському Флоті. У серпні 1910 Фрезер повернувся до Англії, отримавши призначення на крейсер «Боадіцея» у складі Флоту Метрополії. 31 липня 1911 року він почав навчання в Артилерійській школі в гавані Портсмуту. У березні 1916 року Фрезеру було присвоєно чергове звання — капітан-лейтенанта (лейтенант-командера). Капітаном 2 рангу (командером) він став в червні 1919 року, а капітаном 1 рангу — в червні 1926 року.
Протягом Першої світової війни Фрезер служив на крейсері «Мінерва» в Дарданеллах та Ост-Індії, після цього — на лінкорі «Резолюшен» Після закінчення війни з 1919 по 1920 був в полоні у більшовиків в Радянській Росії, але був відпущений. Потім з 1922 по 1927 рік послідувала служба в Департаменті артилерійського озброєння (Naval Ordnance Department), а з 1927 — служба як флотського артилерійського офіцера (Fleet Gunnery Officer) і глави Тактичного відділу штабу ВМФ. В 1930 році Фрезер прийняв командування крейсером «Еффінгем». В 1933 він став головою Департаменту артилерійського озброєння (Director of the Naval Ordnance Department).
В 1936 році — нове призначення на «корабельну» посаду — Фрезер прийняв командуванням авіаносцем «Глоріес». У цьому ж році він став начальником штабу при командувачі авіаносними силами. У січні 1938 року Фрезеру було присвоєно звання контр-адмірала. У 1939 році він отримав посаду начальника штабу командувача британським Середземноморським Флотом. У травні 1940 року підвищено в чині до віце- адмірала.

## Друга світова війна
З початком Другої Світової війни Фрезер знаходився на посаді Третього Морського Лорда. В 1942 році він став молодшим флагманом Флоту Метрополії, одночасно з цим командувачем 2-й ескадрою лінкорів. У травні 1943 Фрезер змінив адмірала сера Джона Тові на посаді командувача британським Флотом Метрополії з присвоєнням звання тимчасового адмірала, яке було замінено на постійне в лютому 1944.

Найвідомішим фактом в біографії Фрезера під час перебування на посаді командувача Флотом Метрополії стало потоплення німецького лінкора «Шарнгорст» в битві біля мису Нордкап 26 грудня 1943 року. З'єднання британського флоту займалися ескортування конвоїв з боєприпасами і спорядженням в Мурманськ. Під час проведення одного з таких конвоїв, JW 55B, отримавши дані розвідки про намір лінкора «Шарнхорст» атакувати конвой, адмірал Фрезер, тримаючи прапор на лінкорі «Дюк оф Йорк», розташував свою ескадру між конвоєм і німецьким кораблем. У день перед битвою Фрезер постав перед очима одного з офіцерів у наступному образі: 

«На ньому не було морської уніформи як такої, він був одягнений у старі штани, сорочку-поло, светр і пошарпаний адміральський кашкет, з трубкою, що випускає іскри і полум'я … це був справжній тріумф особистості …»
В результаті бою «Шарнхорст» був потоплений артилерією і торпедами з британських кораблів, а адмірал, таким чином, помстився за загибель авіаносця «Глоріес», яким він раніше командував, загиблого від снарядів «Шарнхорста» і його побратима «Гнейзенау» в 1940 році.
Влітку 1944 року адмірал Фрезер отримав призначення командувачем британським Східним Флотом, а пізніше — Британським Тихоокеанським флотом — потужним з'єднанням з декількох десятків кораблів різних класів, у тому числі багатьох авіаносців і лінійних кораблів, призначеним для боротьби проти Японії. Але, на відміну від періоду командування Флотом Метрополії, коли адмірал тримав прапор на бойових кораблях, цього разу його штаб знаходився на березі, в Австралії. Британський Тихоокеанський Флот взяв участь в Битві за Окінаву та серії атак японської метрополії в 1945 році.

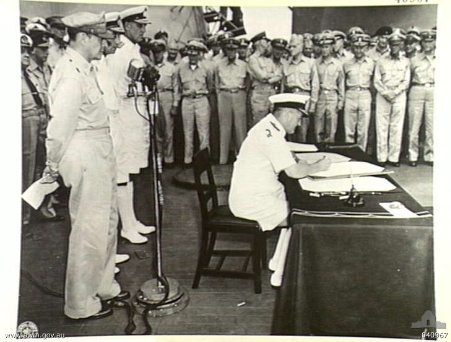
Токійська Затока, 2 вересня 1945 — Адмірал сер Брюс Фрезер, командувач Британським Тихоокеанським флотом, підписує Акт про беззастережну капітуляцію Японії від імені Великої Британії на борту американського лінкора «Міссурі»

.

## Післявоєнна служба

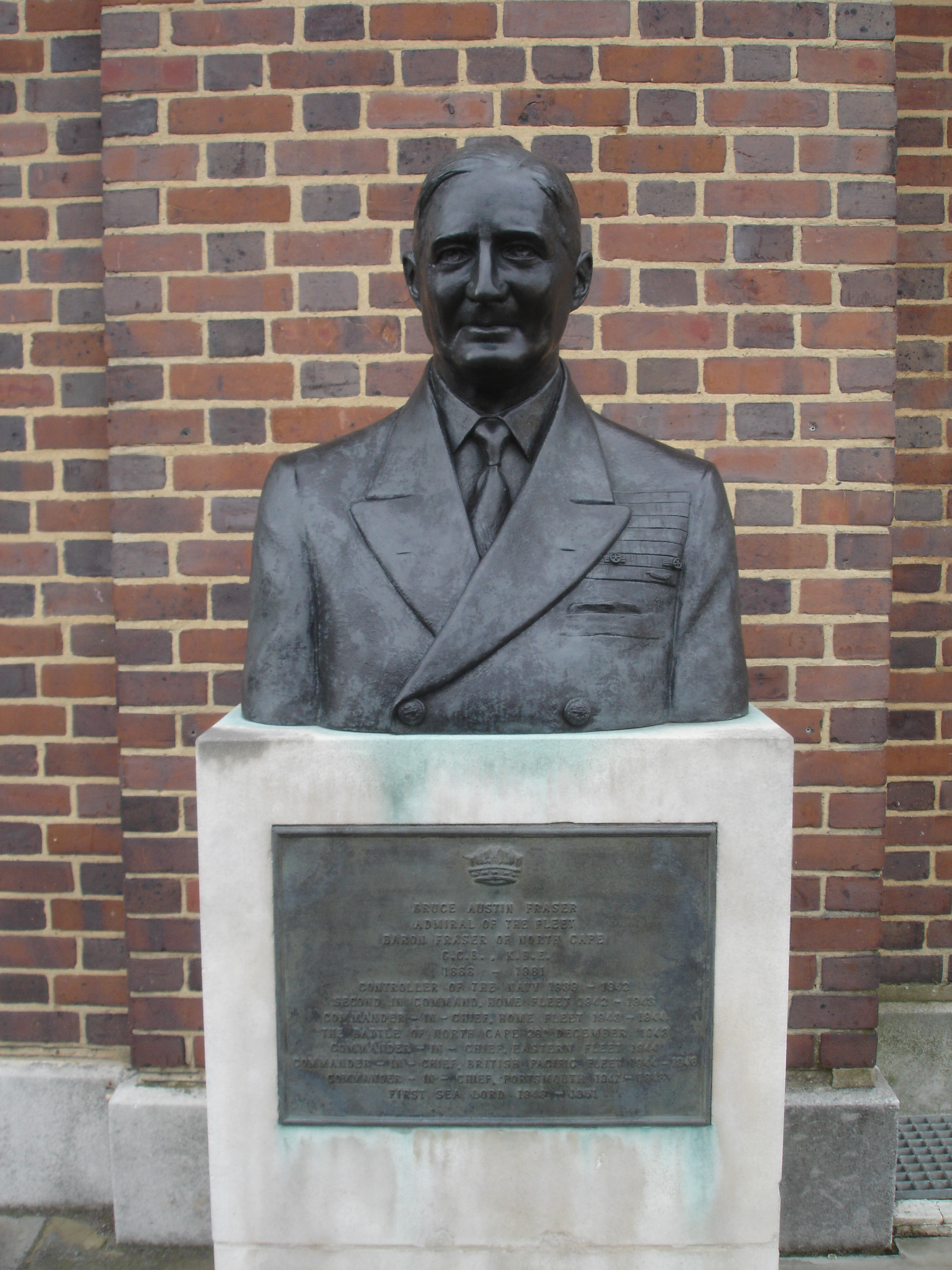
Бюст адмірала сера Брюса Фрезера в Портсмуті

В 1946 році Фрезер отримав титул барона Нордкапського. Після війни в 1947 році адмірал Фрезер отримав посаду командувача базою в Портсмуті, а в 1948 році став Першим Морським Лордом і начальником військово-морського штабу. В 1951 році Фрезер виходить у відставку зі званням Адмірала Флоту. Помер адмірал в лютому 1981 року у віці 93 років.